# Município Luchazes
Município Luchazes är en kommun i Angola.   Den ligger i provinsen Moxico, i den centrala delen av landet, 900 km sydost om huvudstaden Luanda.
I omgivningarna runt Município Luchazes växer huvudsakligen savannskog. Runt Município Luchazes är det mycket glesbefolkat, med 2 invånare per kvadratkilometer.